# Saint-Maur-des-Bois
Pour les articles homonymes, voir Saint-Maur.
Saint-Maur-des-Bois est une commune française, située dans le département de la Manche en région Normandie, peuplée de 157 habitants.

## Géographie
La commune est aux confins du Bocage virois, du Mortainais, de l'Avranchin et du Pays saint-lois, son appartenance à Villedieu Intercom privilégiant le classement dans ce dernier pays. Son bourg est à 6 km au sud-est de Villedieu-les-Poêles, à 9 km à l'ouest de Saint-Sever-Calvados, à 12 km au nord-ouest de Saint-Pois et à 12 km au nord de Brécey.
| Sainte-Cécile       | Saint-Aubin-des-Bois          | Saint-Aubin-des-Bois, Boisyvon |
| La Chapelle-Cécelin | Saint-Maur-des-Bois           | Boisyvon                       |
| La Chapelle-Cécelin | La Chapelle-Cécelin, Boisyvon | Boisyvon                       |

### Hydrographie
La commune est située dans le bassin Seine-Normandie. Elle est drainée par la Sienne, le cours d'eau 01 de la Quertière, le fossé 02 de la Jamerie et le fossé 02 du Petit Manoir,,.
La Sienne, d'une longueur de 93 km, prend sa source dans la commune de Noues de Sienne et se jette  dans le golfe de Saint-Malo en limite de Agon-Coutainville et de Regnéville-sur-Mer, après avoir traversé 21 communes. Les caractéristiques hydrologiques de la Sienne sont données par la station hydrologique située sur la commune de Noues de Sienne. Le débit moyen mensuel est de 0,082 m3/s. Le débit moyen journalier maximum est de 0,687 m3/s, atteint lors de la crue du 14 février 2007. Le débit instantané maximal est quant à lui de 1,82 m3/s, atteint le 24 octobre 1998.

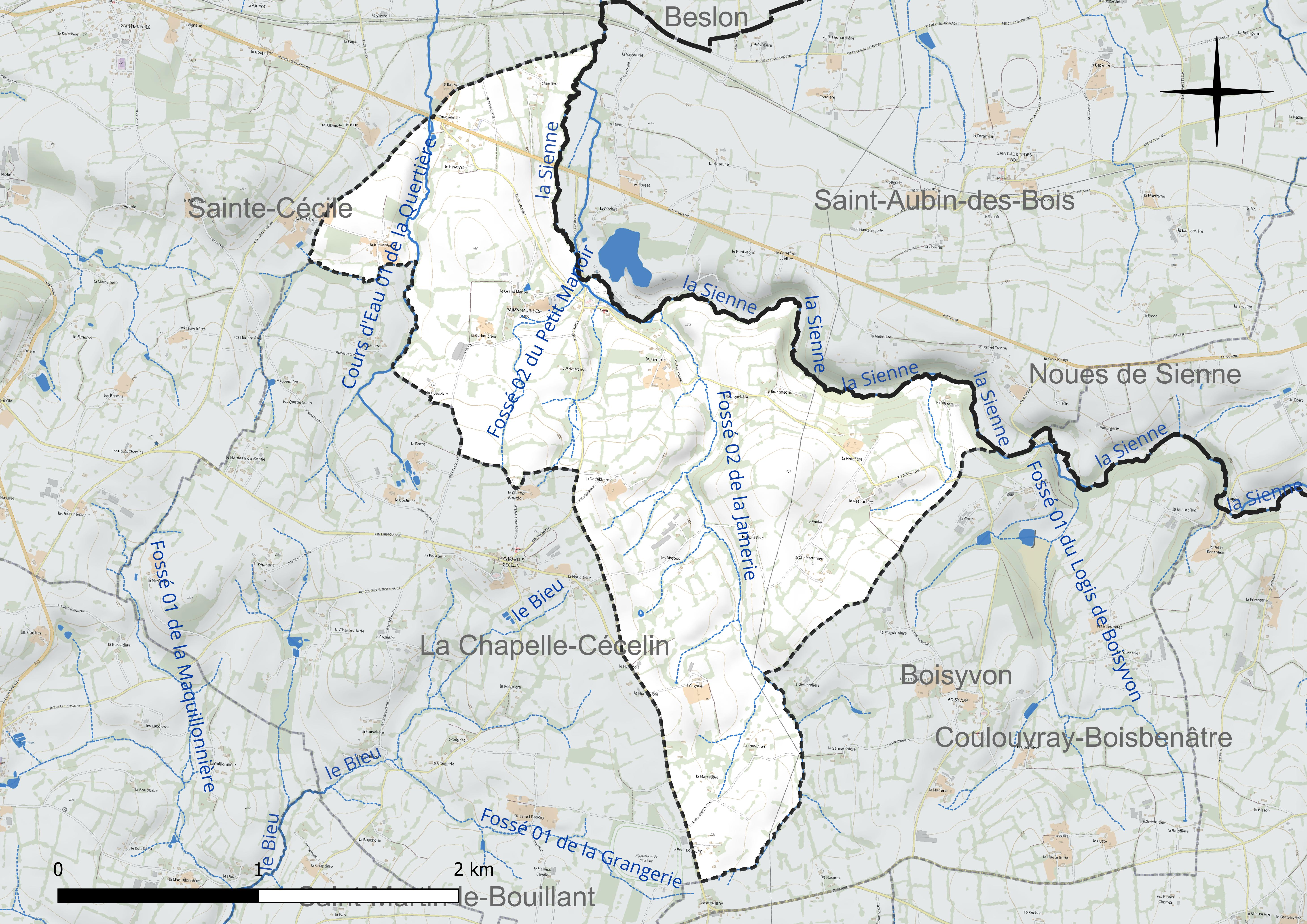
Réseau hydrographique de Saint-Maur-des-Bois.

### Climat
Pour des articles plus généraux, voir Climat de la Normandie et Climat de la Manche.
En 2010, le climat de la commune est de type climat océanique franc, selon une étude du CNRS s'appuyant sur une série de données couvrant la période 1971-2000. En 2020, Météo-France publie une typologie des climats de la France métropolitaine dans laquelle la commune est exposée à un climat océanique et est dans la région climatique  Normandie (Cotentin, Orne), caractérisée par une pluviométrie relativement élevée (850 mm/a) et un été frais (15,5 °C) et venté. Parallèlement le GIEC normand, un groupe régional d’experts sur le climat, différencie quant à lui, dans une étude de 2020, trois grands types de climats pour la région Normandie, nuancés à une échelle plus fine par les facteurs géographiques locaux. La commune est, selon ce zonage, exposée à un « climat contrasté des collines », correspondant au Bocage normand, bien arrosé, voire très arrosé sur les reliefs les plus exposés au flux d’ouest, et frais en raison de l’altitude.
Pour la période 1971-2000, la température annuelle moyenne est de 10,5 °C, avec une amplitude thermique annuelle de 12,5 °C. Le cumul annuel moyen de précipitations est de 1 031 mm, avec 14,1 jours de précipitations en janvier et 8,9 jours en juillet. Pour la période 1991-2020, la température moyenne annuelle observée sur la station météorologique la plus proche, située sur la commune de Cerisy-la-Salle à 24 km à vol d'oiseau, est de 11,5 °C et le cumul annuel moyen de précipitations est de 1 112,5 mm,. Pour l'avenir, les paramètres climatiques de la commune estimés pour 2050 selon différents scénarios d’émission de gaz à effet de serre sont consultables sur un site dédié publié par Météo-France en novembre 2022.

## Urbanisme

### Typologie
Au 1er janvier 2024, Saint-Maur-des-Bois est catégorisée commune rurale à habitat très dispersé, selon la nouvelle grille communale de densité à sept niveaux définie par l'Insee en 2022.
Elle est située hors unité urbaine. Par ailleurs la commune fait partie de l'aire d'attraction de Villedieu-les-Poêles-Rouffigny, dont elle est une commune de la couronne,. Cette aire, qui regroupe 11 communes, est catégorisée dans les aires de moins de 50 000 habitants,.

### Occupation des sols
L'occupation des sols de la commune, telle qu'elle ressort de la base de données européenne d’occupation biophysique des sols Corine Land Cover (CLC), est marquée par l'importance des territoires agricoles (95,7 % en 2018), en diminution par rapport à 1990 (97,2 %). La répartition détaillée en 2018 est la suivante : prairies (48,4 %), terres arables (25,4 %), zones agricoles hétérogènes (21,9 %), forêts (2,8 %), mines, décharges et chantiers (1,4 %). L'évolution de l’occupation des sols de la commune et de ses infrastructures peut être observée sur les différentes représentations cartographiques du territoire : la carte de Cassini (XVIIIe siècle), la carte d'état-major (1820-1866) et les cartes ou photos aériennes de l'IGN pour la période actuelle (1950 à aujourd'hui).

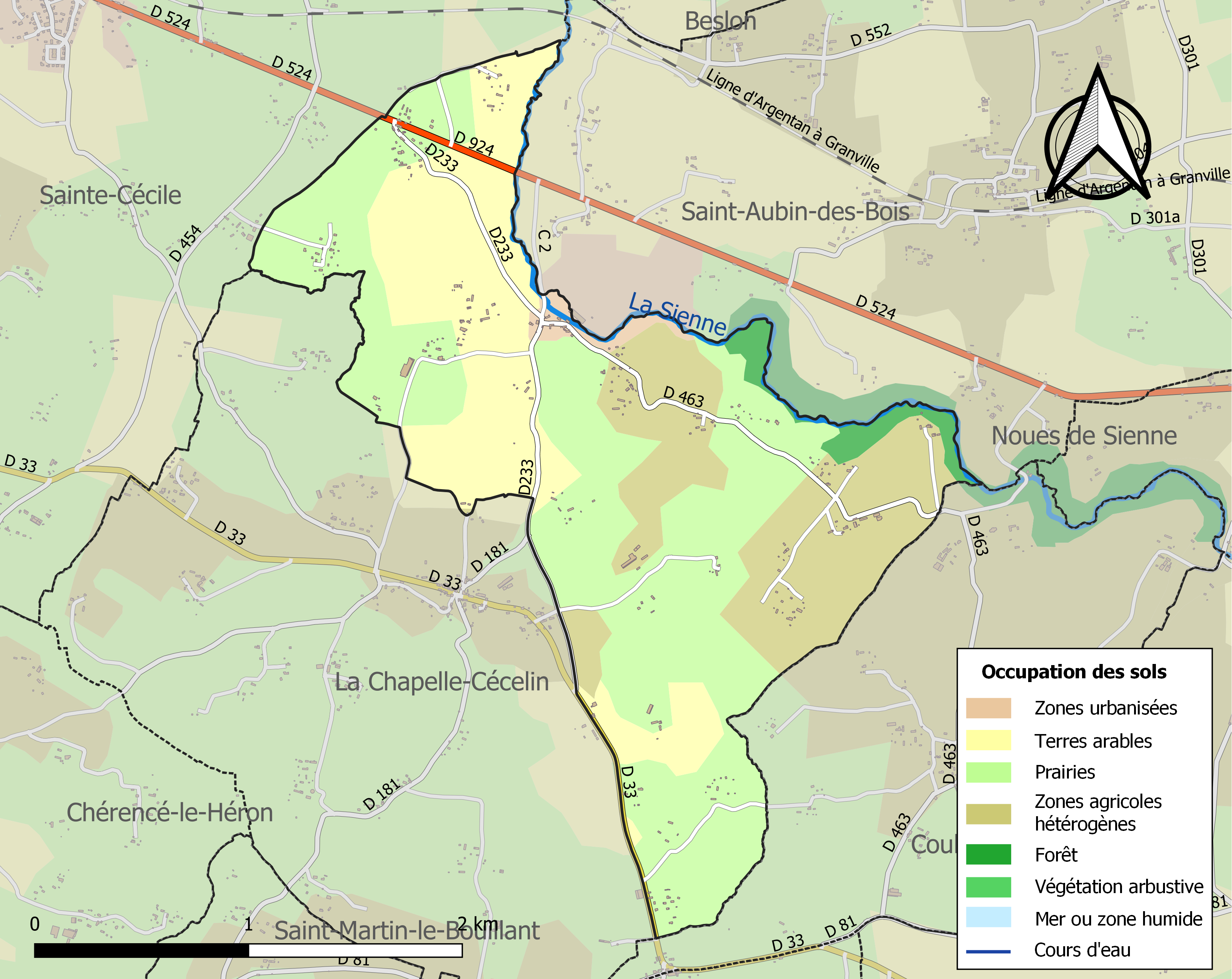
Carte des infrastructures et de l'occupation des sols de la commune en 2018 (CLC).

## Toponymie
Le nom de la localité est attesté sous la forme eccl. de Sancto Mauro en 1332.
La paroisse et son église sont dédiées à Maur, proche disciple de saint Benoît au VIe siècle.
Le gentilé est Saint-Mauréen.
Le toponyme garde le souvenir d'une zone forestière.

## Histoire
Un seigneur de Saint-Maur participa en 1066 à la bataille d'Hastings et se fixa en Angleterre. Parmi ses descendants on compte onze ducs depuis le règne d'Édouard III.
Jusqu'à la Révolution le village fit partie de la sergenterie de Saint-Sever.
En mars 1933, fut découvert un sarcophage en granite dans la carrière de Montaguillon, indice d'une nécropole antique.

## Politique et administration
| Période                                  | Période   | Identité         | Étiquette | Qualité     |
| ---------------------------------------- | --------- | ---------------- | --------- | ----------- |
| 1942                                     | 1947      | Georges Davy     |           |             |
| 1947                                     | 1970      | Paul Mauduit     |           |             |
| 1971                                     | mars 2008 | Henri Guillouet  | SE        |             |
| mars 2008                                | En cours  | Claude Lemonnier | SE        | Agriculteur |
| Les données manquantes sont à compléter. |           |                  |           |             |

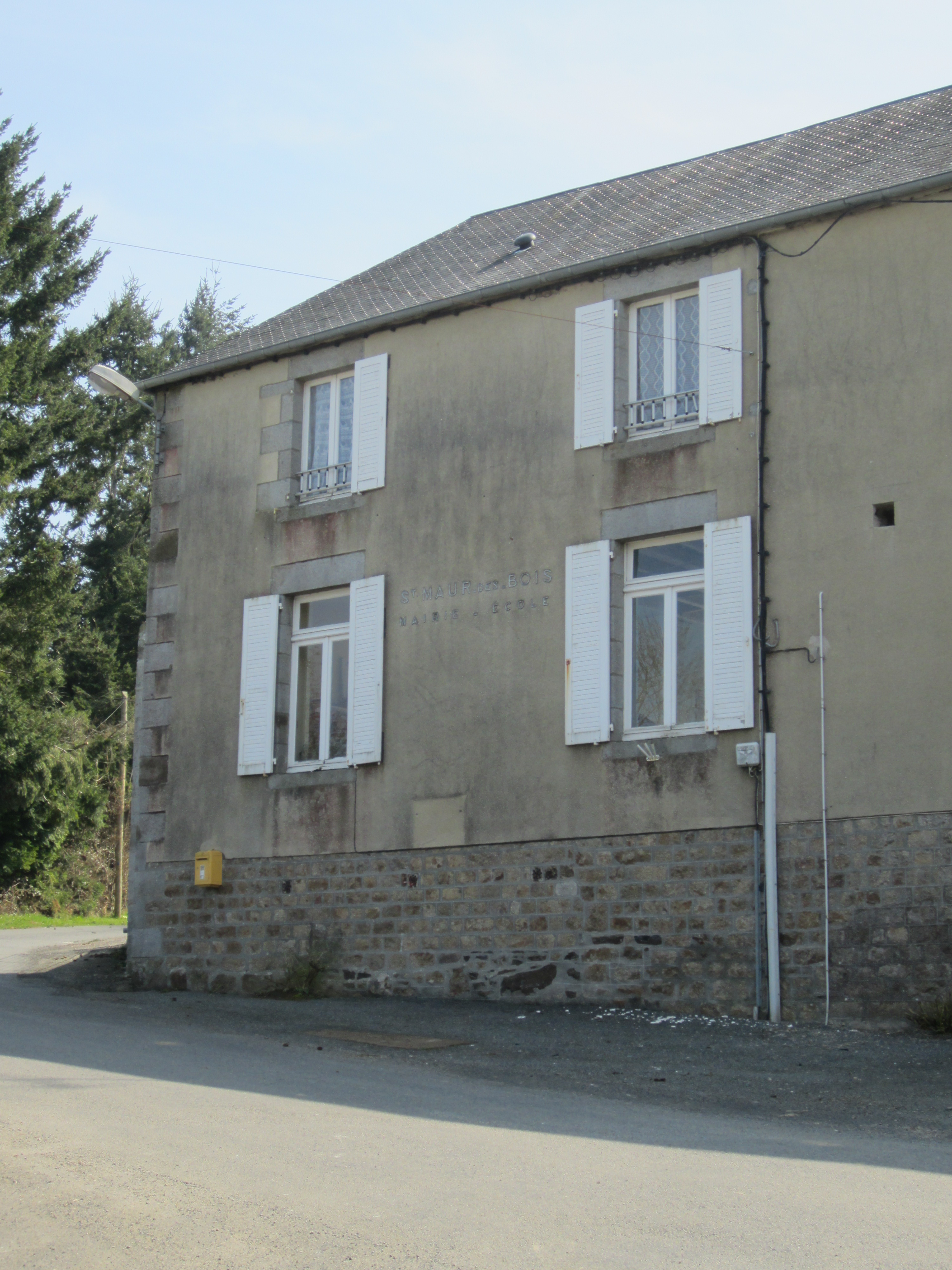
La mairie.

Le conseil municipal est composé de onze membres dont le maire et un adjoint.

## Démographie
L'évolution du nombre d'habitants est connue à travers les recensements de la population effectués dans la commune depuis 1793. Pour les communes de moins de 10 000 habitants, une enquête de recensement portant sur toute la population est réalisée tous les cinq ans, les populations de référence des années intermédiaires étant quant à elles estimées par interpolation ou extrapolation. Pour la commune, le premier recensement exhaustif entrant dans le cadre du nouveau dispositif a été réalisé en 2004.
En 2022, la commune comptait 157 habitants, en évolution de +4,67 % par rapport à 2016 (Manche : −0,31 %, France hors Mayotte : +2,11 %).
Saint-Maur-des-Bois a compté jusqu'à 388 habitants en 1846.
| 1793 | 1800 | 1806 | 1821 | 1831 | 1836 | 1841 | 1846 | 1851 |
| ---- | ---- | ---- | ---- | ---- | ---- | ---- | ---- | ---- |
| 300  | 296  | 300  | 310  | 346  | 375  | 379  | 388  | 373  |

| 1856 | 1861 | 1866 | 1872 | 1876 | 1881 | 1886 | 1891 | 1896 |
| ---- | ---- | ---- | ---- | ---- | ---- | ---- | ---- | ---- |
| 319  | 354  | 333  | 350  | 335  | 291  | 303  | 283  | 273  |

| 1901 | 1906 | 1911 | 1921 | 1926 | 1931 | 1936 | 1946 | 1954 |
| ---- | ---- | ---- | ---- | ---- | ---- | ---- | ---- | ---- |
| 266  | 260  | 238  | 221  | 224  | 254  | 250  | 231  | 217  |

| 1962 | 1968 | 1975 | 1982 | 1990 | 1999 | 2004 | 2006 | 2009 |
| ---- | ---- | ---- | ---- | ---- | ---- | ---- | ---- | ---- |
| 167  | 157  | 152  | 146  | 132  | 138  | 132  | 129  | 129  |

| 2014 | 2019 | 2022 | - | - | - | - | - | - |
| ---- | ---- | ---- | - | - | - | - | - | - |
| 147  | 154  | 157  | - | - | - | - | - | - |

## Lieux et monuments
- Église Saint-Maur (XIVe – XVIIe siècles) avec une tour-porche en façade de la nef. L'édifice abrite un haut-relief saints Crépin et Crépinien du XVe et un calice et sa patène du XVIIe (1616) classés au titre objet aux monuments historiques[31], ainsi qu'une Vierge à l'Enfant dit Notre-Dame de saint Maur du XVe, saint Gilles et sa biche du XVe, un saint évêque du XVe, saint Maur du XVIIIe, saint Évroult du XIXe, une verrière du XXe de Charles Champigneulle[23].
- Fermes-manoirs de Langerie, de la Jamerie, de la Fichardière, de la Marcelière, des Vallées.
- Château dit le Grand-Manoir (XIXe siècle).
- Ferme du Logis (XIXe siècle).
- Maison avec un linteau daté 1754 au hameau de la Boulangerie.

Pour mémoire
- Château fort près de la Sienne, encore cité en 1501[24].

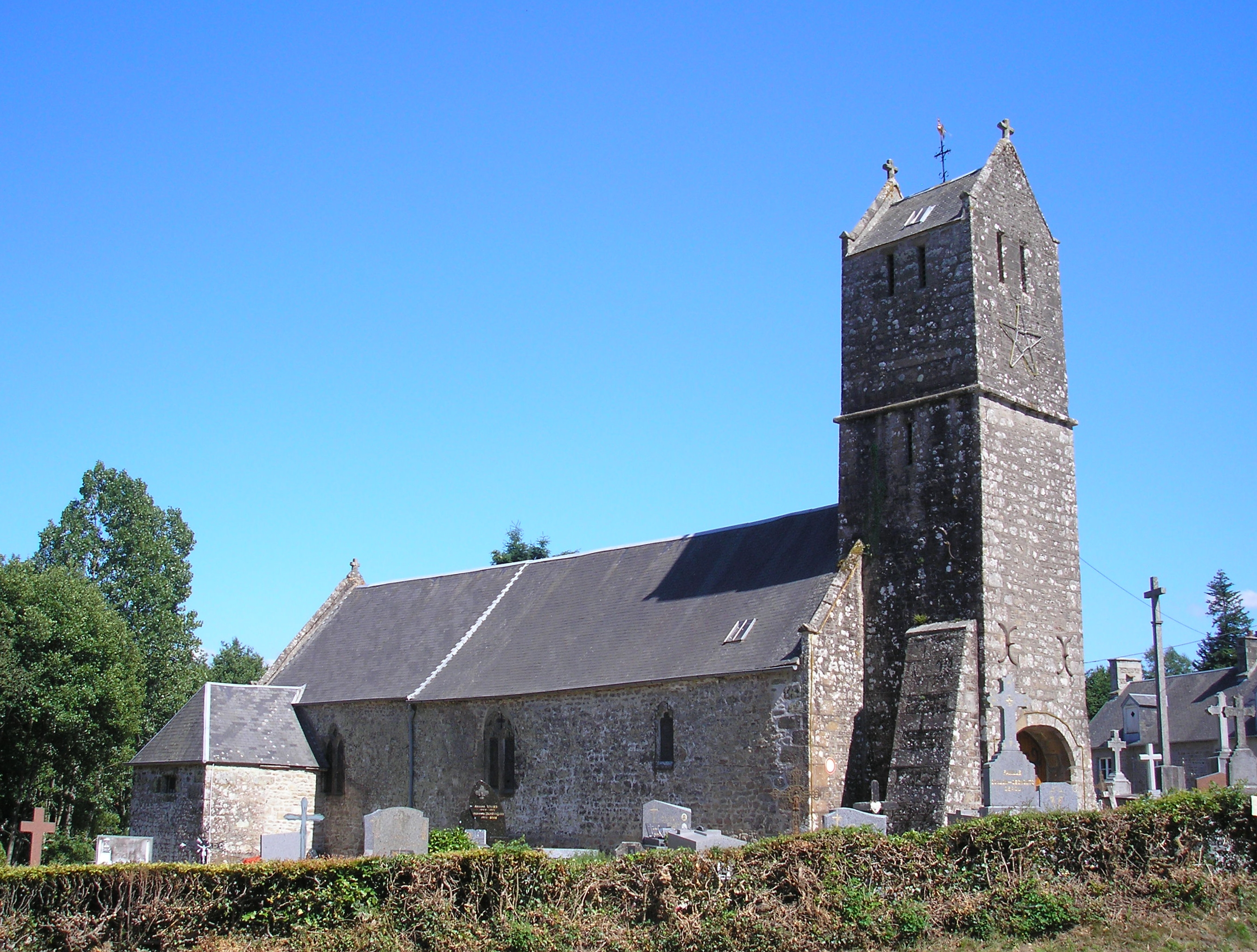
L'église Saint-Maur.
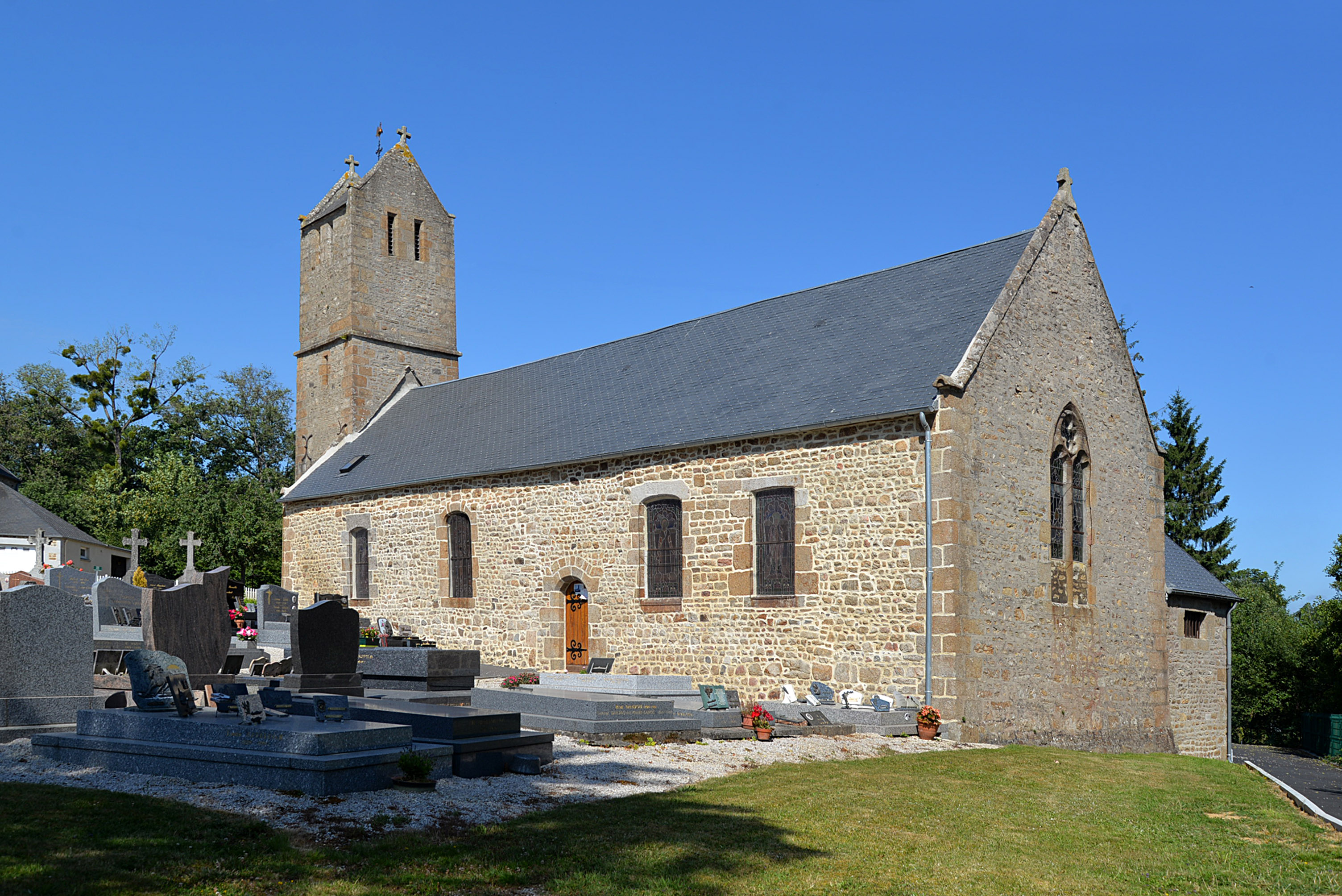
L’église Saint-Maur.
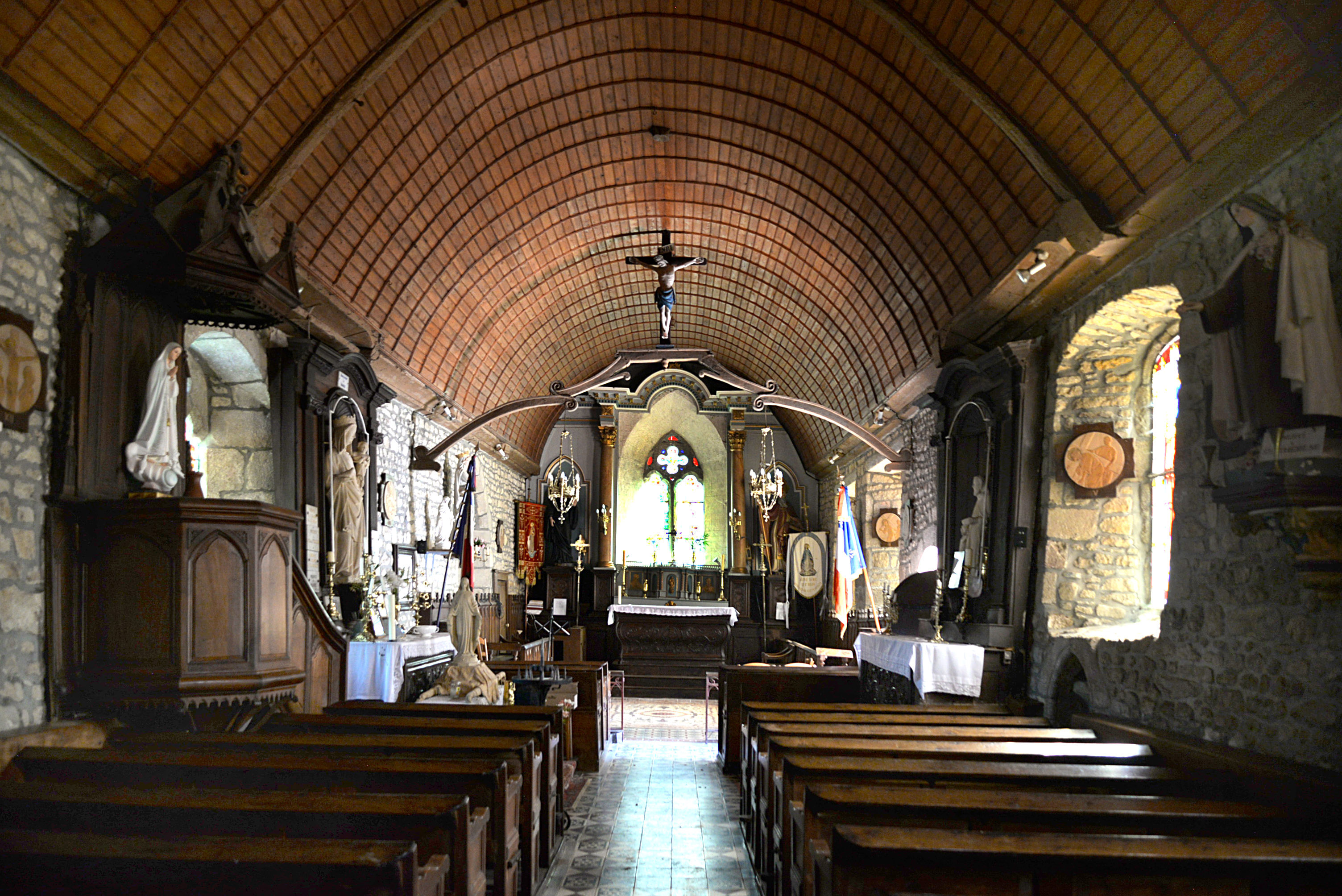
La nef de l’église Saint-Maur.
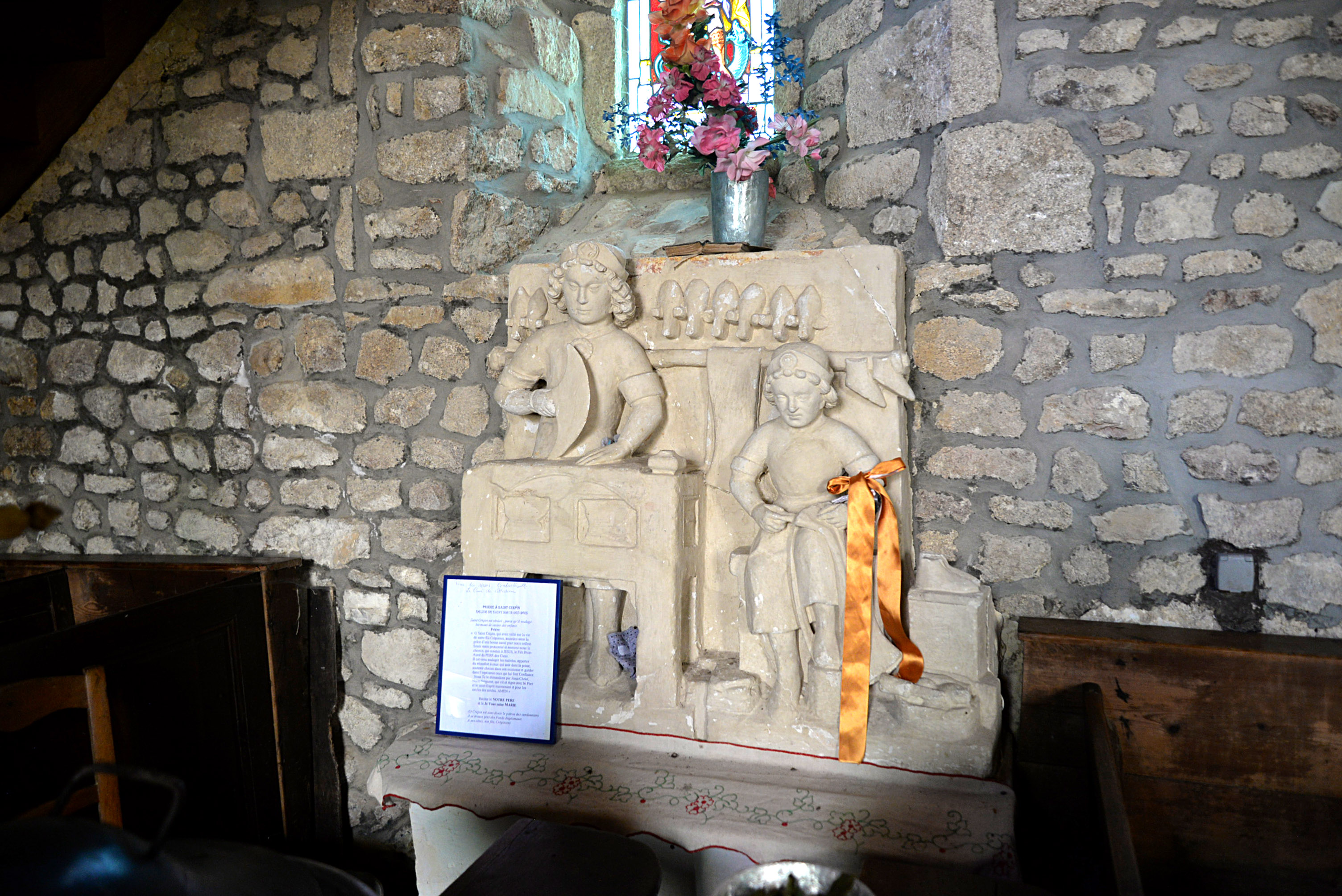
Le haut-relief saint Crépin et saint Crépinien.
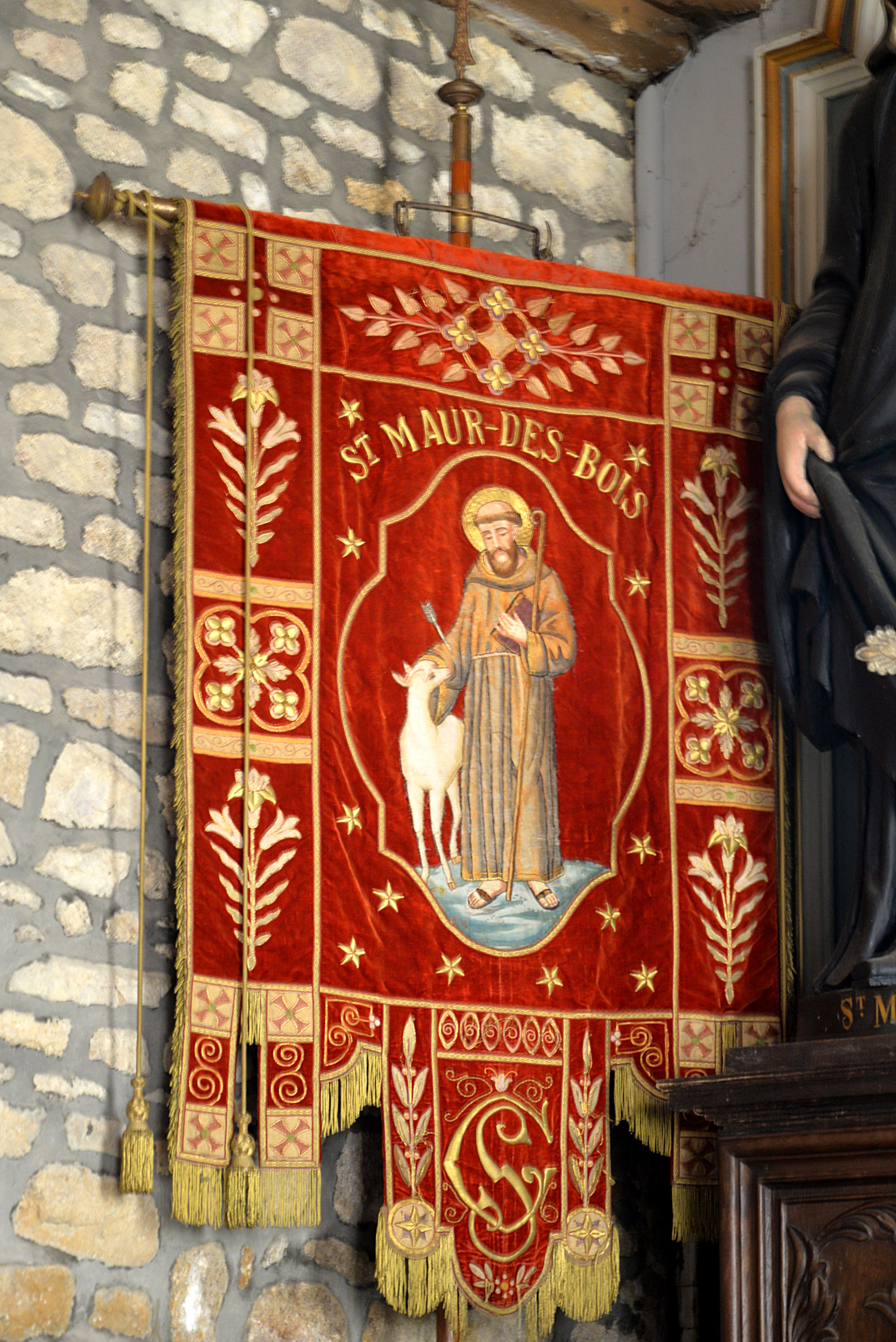
La bannière de procession de l’église Saint-Maur.